# The Get Down
The Get Down est une série télévisée musicale américaine en onze épisodes d'environ 54 minutes créée par Baz Luhrmann et Stephen Adly Guirgis et diffusée en deux parties le 12 août 2016 et le 7 avril 2017 sur Netflix. Elle se compose de onze épisodes avec une première partie de six épisodes et une seconde partie de cinq épisodes produits par Sony Pictures Television.
Dans tous les pays francophones, la série est diffusée depuis le 12 août 2016 sur les services Netflix respectifs.
The Get Down a été la série la plus chère de l'histoire de Netflix avec un budget de 120 millions de dollars, soit un coût estimé à 7,5 millions de dollars par épisode, avant d'être détrônée par The Crown.

## Synopsis
Cette série prend place dans le Bronx des années 1970 et retrace la genèse de la culture Hip-hop et Disco née à New York à travers un groupe d'adolescents. Chaque épisode commence avec MC Brooks (Daveed Digs), un rappeur, chantant son histoire lors d'un concert en 1996. Chaque chanson permet de situer les événements à venir. Chaque épisode est aussi entrecoupé de vraies séquences des années 1970.
La première partie commence en 1977 avec Zeke (Justice Smith), un jeune poète habitant avec sa tante Wanda, à la suite des décès de ses parents. Il vient à rencontrer Shaolin Fantastic (Shameik Moore), un artiste de rue et ambitieux DJ. Les deux décident de former un groupe avec les amis de Zeke, "The Get Down Brothers", dans le but de devenir des artistes reconnus. Mylene (Herizen F. Guardiola), la petite amie de Zeke rêve, elle, de devenir une star de la Disco et de quitter le Bronx. Seulement, son père étant pasteur, il l'en empêche. Le groupe d'adolescents doit aussi affronter la pauvreté et la violence qui règne dans le Bronx pendant les années 1970. 
La deuxième partie se poursuit en 1978. On y voit les différents protagonistes grandir et affronter leur futur dans l'industrie de la musique. Mylene gagne en popularité dans le milieu de la disco et est confrontée à des producteurs féroces. Quant aux Get Down Brothers, ils commencent à jouer dans des lieux qui leur permettent d'empocher des bénéfices.  

## Distribution

### Acteurs principaux
- Justice Smith (VF : Hervé Grull) : Ezekiel « Zeke » Figuero
- Shameik Moore (VF : Franck Lorrain) : Shaolin Fantastic
- Herizen Guardiola (VF : Karine Foviau) : Mylene Cruz
- Skylan Brooks (en) (VF : Benjamin Bollen) : Ra-Ra Kipling
- Jaden Smith (VF : Simon Koukissa) : Marcus « Dizzee » Kipling
- Tremaine Brown Jr (VF : Gabriel Bismuth-Bienaimé) : Boo-Boo Kipling
- Yahya Abdul-Mateen II (VF : Lucien Jean-Baptiste) : Clarence « Cadillac »  Caldwell
- Jimmy Smits (VF : Emmanuel Jacomy) : Francisco « Papa Fuerte » Cruz

### Acteurs récurrents
- Giancarlo Esposito (VF : Thierry Desroses) : Pasteur Ramon Cruz, père de Mylene
- Mamoudou Athie (VF : Emmanuel Garijo) : Grandmaster Flash
- Erik D. Hill Jr. (VF : Frantz Confiac) : DJ Kool Herc
- Frank Wood (VF : Pierre Laurent) : Ed Koch
- Yolonda Ross (en) (VF : Marie Zidi) : Ms Green
- Kevin Corrigan (VF : Marc Saez) : Jackie Moreno
- Qaasim Middleton (en) : un membre du The Notorious Three
- RayJonaldy Rodriguez (VF : Nicolas Dangoise) : Silent Carlito
- Zabryna Guevara (VF : Brigitte Virtudes) : Lydia Cruz, femme du pasteur Cruz et mère de Mylene
- Daveed Diggs: Ezekiel
- Lillias White (VF : Armelle Gallaud) : Annie
- Barrington Walters Jr. (VF : Jean-Rémi Tichit) : Doo-wo
- Stefanée Martin (VF : Audrey Sablé) : Yolanda Kipling
- Shyrley Rodriguez (VF : Claire Baradat) : Regina
- Judy Marte (VF : Laëtitia Lefebvre) : Wanda
- Michel Gill (VF : Nicolas Marié) : Mr Gunns
- Brandon J. Dirden (VF : Serge Faliu) : Leon
- Ron Cephas Jones (VF : Jean-Michel Vaubien) : Winston Kipling
- Torry Devon Smith (VF : Maxime Baudouin) : Little Wolf
- Noah Le Gros (VF : Pascal Grull) : Thor
- Khalil Middleton (VF : Julien Crampon) : MC Luke Skywalker Cage
- Nas : Ezekiel (voix off)
- Jason Genao : Napoleon
Version française
  - Société de doublage : VF Productions[5],[6]
  - Direction artistique : Yann Le Madic[5],[6]
  - Adaptation : David Ribotti et Thibault Longuet

 Source et légende : version française (VF) sur RS Doublage  et Doublage Séries Databases

## Production

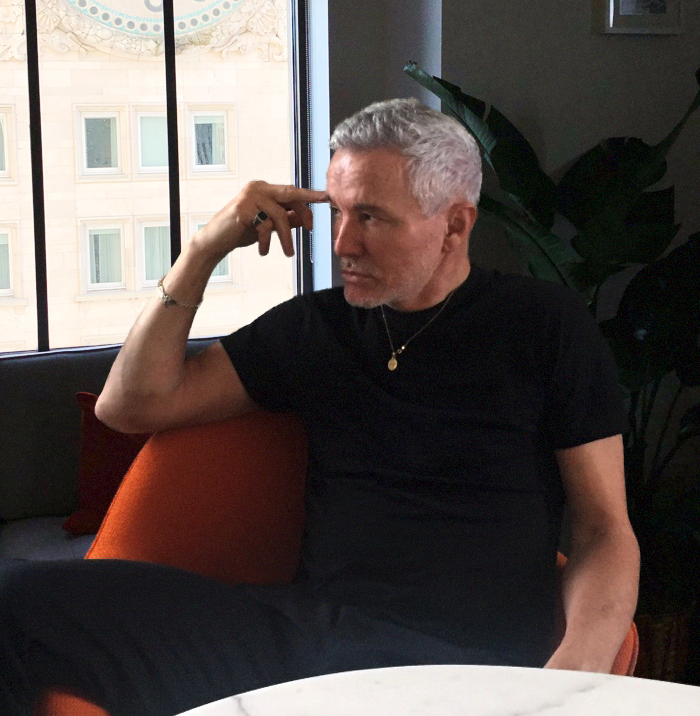
Le scénariste et réalisateur australien Baz Luhrmann signe ici sa première série.

### Développement
Le 5 février 2015, la plateforme Netflix annonce la commande du projet de série de Baz Luhrmann, qu'il a développé pendant dix ans sur l’apogée de différents courants musicaux dans les années 70 et de la banqueroute New York,.
Le 17 janvier 2016, Netflix annonce que la première saison finalement composée de douze épisode sera proposée en deux parties avec la première composée de six épisodes, disponibles dès le 12 août 2016.
Le 21 février 2017, est annoncé que la deuxième partie de la première saison sera disponible dès le 7 avril 2017 sur Netflix.
En mars 2017, est annoncée que la deuxième partie de la première saison sera finalement composée de cinq épisodes au lieu de six avec un dernier épisode d'une durée de 75 minutes.
Le 24 mai 2017, la série est annulée par Netflix,.

### Distribution des rôles
L'annonce du casting a débuté le 9 avril 2015, avec le recrutement de quatre acteurs principaux, Tremaine Brown Jr. sera Boo-Boo, Justice Smith obtient le rôle de Ezekiel, Shameik Moore sera sous les traits de Shaolin Fantastic et Skylan Brooks (en) de Ra-Ra (groupe Funky Four Plus One).
Le 16 avril 2015, la chanteuse Herizen F. Guardiola rejoint la série dans le rôle de Mylene Cruz.
Le 20 mai 2015, Mamoudou Athie obtient le rôle de Grandmaster Flash, un pionnier du hip-hop.
Le 26 mai 2015, Jimmy Smits est annoncé dans le rôle de Francisco Cruz aka Papa Fuerte, un politicien. Le même jour, Yahya Abdul-Mateen II obtient le rôle de Cadillac, un pro du disco.
Le 9 juin 2015, l'acteur et musicien Jaden Smith rejoint la série dans le rôle de Marcus Kipling surnommé Dizzee.
Le 18 juin 2015, Giancarlo Esposito rejoint la distribution dans le rôle du pasteur Ramon Cruz.
Le 4 août 2015, Yolonda Ross (en) est recrutée dans le rôle de Ms Green une professeure d'anglais.
Le 29 septembre 2015, Zabryna Guevara est annoncée dans le rôle de la femme du pasteur Ramon Cruz (Giancarlo Esposito) et de la mère de Mylene (Herizen F. Guardiola).

### Inspiration divers
La série s'inspire des groupes comme Funky Four Plus One, le label Sugar Hill Records, Kurtis Blow, Afrika Bambaataa et des Block party.
Le comics Hip Hop Family Tree de Ed Piskor chez Fantagraphics Books.
Les politiciens qui organisent une guerre contre le Graffiti a New York.

## Épisodes
Première partie : 1977
1. Le Trésor se trouve dans la ruine  (Where There is Ruin, There is Hope for a Treasure)
2. Choisis ceux qui attisent le feu de ta passion (Seek Those Who Fan Your Flames)
3. L'Obscurité est ta lumière (Darkness is Your Candle)
4. Préfère la célébrité à la sécurité (Forget Safety, Be Notorious)
5. Tu as des ailes, apprends à voler (You Have Wings, Learn To Fly)
6. Élève tes mots, pas ta voix (Raise Your Words, Not Your Voice)

Deuxième partie : 1978
1. Dévoile ton propre mythe (Unfold Your Own Myth)
2. Quand le beat nous dit que c'est ainsi (The Beat Says, This Is the Way)
3. Un à un, dans l'obscurité (One by One, Into the Dark)
4. Mise tout (Gamble Everything)
5. Seulement de l'exil peut-on rentrer chez nous (Only from Exile Can We Come)

## Bande originale
La bande originale de la série comprend les titres de Jaden Smith, Christina Aguilera, Miguel ou encore Donna Summer.
En août 2016, le single Telepathy de Christina Aguilera en featuring Nile Rodgers, qui écrit et co-produit par Sia Furler et Stargate, est commercialisé,.
1. Welcome to the Get Down – Jaden Smith
2. Rule the World (I Came from the City) [feat. Nasir Jones > Mr. Books] – Michael Kiwanuka
3. Cadillac – Miguel
4. Losing Your Mind – Raury and Jaden Smith – adaptation de « Vitamin C » de Can
5. You Can't Hide / You Can't from from Yourself (Touch of Class GMF Remix) – Zayn / Teddy Pendergrass et Grandmaster Flash
6. Black Man in a White World (Ghetto Gettysburg Address) [featuring Nasir Jones > Mr. Books] – Michael Kiwanuka
7. Shaolin's Theme / Pray – Malay / 6LACK
8. Ball of Confusion – Leon Bridges
9. Think (About It) – Lyn Collins
10. (Are You Ready) Do the Bus Stop / Suga – Fatback Band / Sarah Ruba
11. Telepathy (featuring Nile Rodgers) – Christina Aguilera
12. Bad Girls – Donna Summer
13. Hum Along and Dance (Gotta Get Down) – Janelle Monáe
14. Devil's Gun – CJ and Co.
15. Wild in the Streets – Garland Jeffreys
16. Que Lio – Héctor Lavoe
17. Just You, Not Now (Love Theme) – Grace
18. This Ain't No Fairy Tale – Justice Smith > Ezekiel Figuero
19. Be That as It May – Herizen F. Guardiola > Mylene Cruz
20. Get Down Brothers vs. Notorious 3 – The Get Down Brothers (Skylan Brooks, TJ Brown, Jr., Jaden Smith, Justice Smith &Shameik Moore)
21. Kipling Theme – Kamasi Washington
22. Set Me Free (feat. Nile Rodgers and The Americanos) – Herizen Guardiola as Mylene Cruz
23. Up the Ladder – Herizen Guardiola as Mylene Cruz and Justice Smith > Ezekiel Figuero
24. Zeke's Poem (I Am the One) – Justice Smith > Ezekiel Figuero